# Jun-ichi Tomizawa

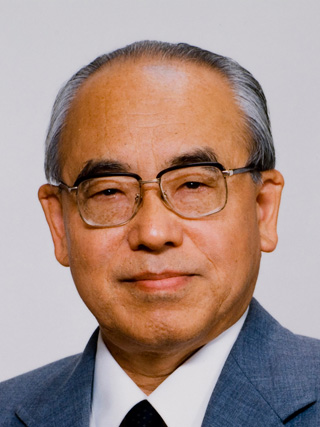
Jun’ichi Tomizawa

Jun’ichi Tomizawa (japanisch 富澤 純一 Tomizawa Jun’ichi; * 24. Juni 1924 in der Präfektur Tokio; † 26. Januar 2017 in Mishima, Präfektur Shizuoka) war ein japanischer Molekulargenetiker.

## Leben und Wirken
Tomizawa schloss 1947 sein Studium der Pharmakologie an der Universität Tokio mit einer Arbeit bei Morizo Ishidate ab. Anschließend arbeitete er am japanischen Nationalinstitut für Gesundheit, wo er zur DNA-Replikation in Bakteriophagen forschte. Er arbeitete ab 1957 bei Alfred Day Hershey an der Carnegie Institution of Washington, anschließend bei Cyrus Levinthal am Massachusetts Institute of Technology. Ab 1960 war er wieder am japanischen Nationalinstitut für Gesundheit, wo er 1961 die Leitung der Abteilung für Chemie übernahm und an der Universität Kanazawa Kurse zur Biologie von Bakteriophagen hielt.
1965 erhielt Tomizawa einen Ruf als Professor und Leiter der Abteilung für Biologie an der Universität Osaka. 1971 wechselte er an die National Institutes of Health in die Vereinigten Staaten. Von 1989 bis zu seinem Eintritt in den Ruhestand 1997 war Tomizawa Direktor des National Institute of Genetics in Mishima. Er fungierte von 1996 bis 2006 als Gründungsherausgeber der wissenschaftlichen Fachzeitschrift Genes to Cell, dem offiziellen Organ der Japanischen Gesellschaft für Molekularbiologie.
Tomizawa galt als Pionier der Molekularbiologie in Japan. Er machte sich um die Erforschung der Mechanismen der Genreplikation verdient, insbesondere entdeckte er die Replikationskontrolle durch RNA. Laut der Datenbank Scopus hat Tomizawa (Stand Oktober 2019) einen h-Index von 43. Er machte sich um die Ausbildung und wissenschaftliche Förderung zahlreicher Doktoranden und Postdoktoranden verdient. Außerdem stiftete er 150 Millionen Yen aus seinem Privatvermögen zur Errichtung eines Förderungsprogramms zugunsten junger Wissenschaftler in den Lebenswissenschaften.
1971 wurde Tomizawa in die American Academy of Arts and Sciences, 1990 in die Japanische Akademie der Wissenschaften, 1995 in die National Academy of Sciences gewählt. 1986 erhielt er den Asahi-Preis, 2000 wurde er zu einer Person mit besonderen kulturellen Verdiensten ernannt.